# Královský hrad (Krakov)
Královský hrad na Wawelu v Krakově (Zamek Królewski na Wawelu) stojí na návrší na levém břehu Visly, v první městské části "Staré Město". Je to rozsáhlá opevněná stavba, založená patrně v 11. století a později několikrát přestavovaná. Hrad tvoří čtyři křídla, která obklopují vnitřní dvůr. V komplexu hradu je také katedrála svatého Stanislava a svatého Václava, korunovační kostel a pohřebiště polských králů i dalších osobností. V první polovině 20. století sloužil hrad jako sídlo polských presidentů, dnes je v něm muzeum.

## Historie

### Románský hrad
Nejstarší rezidence polských panovníků vznikla v 11. století. Kamenná stavba stála v nejvyšší, severní části kopce. Na přelomu 11. a 12. století bylo toto stavení na východě přestavěno. Kamenná románská rezidence se skládala z útočištné věže a obytného domu (paláce). Na přelomu 13. a 14. století byl kopec rozdělen na horní a dolní hrad.

### Gotická přestavba

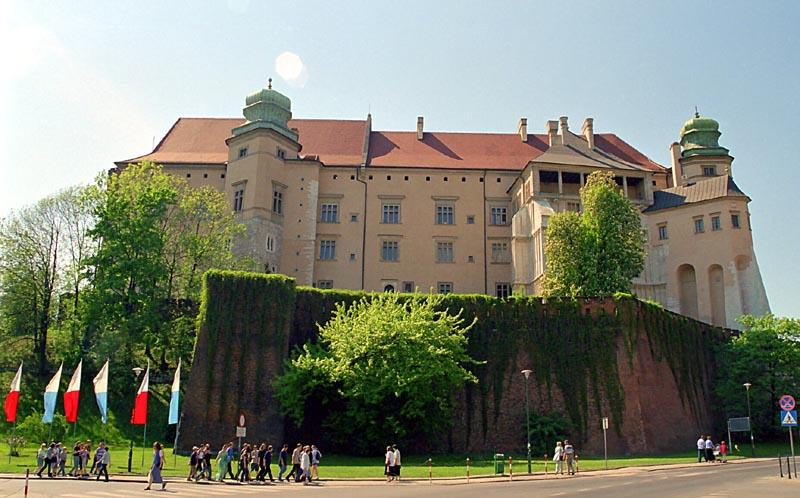
Královský hrad na Wawelu - východní křídlo

Na začátku 14. století nechal Vladislav I. Lokýtek přestavět románskou rezidenci v gotickém stylu. Vznikla tak obytná věž nesoucí královo jméno. Za krále Kazimíra III. Velikého, v polovině 14. století, bylo sídlo přestavěno v reprezentativní gotický zámek. Vzniklo zde více staveb, které obklopily nepravidelný vnitřní dvůr. Z gotické stavby se dodnes dochovala věž Kuří noha (Kurza Stopka). Další gotické úpravy se uskutečnily na konci 14. století za krále Vladislava II. Jagella, kdy bylo zejména posíleno opevnění, které dostalo novou hradbu s řadou bašt. Vznikla také nová obytná věž zvaná Dánská věž. Později vznikly dvě nové velké bašty, Sandoměřská a Senátorská. Z této přestavby se dochoval gotiký pavilon hradu s velkou terasou, postavený na konci 14. století pro Hedviku z Anjou. Roku 1499 hrad vyhořel.

### Renesanční přestavba
V letech 1504 až 1536 vznikl na místě starších staveb impozantní renesanční zámek, který je zachován dodnes. Zámek je čtyřkřídlý a uzavírá vnitřní dvůr. Jeho nádvoří je zdobeno renesančními arkádami, zdi byly zdobeny freskami, jejichž zbytky jsou na některých místech dodnes zachovány. Na jižní straně dvora je zeď zdobená arkádami. Rozmístění pokojů v zámku bylo též typicky renesanční, přízemí bylo rezervováno pro služebnictvo a administrativní funkce, zatímco královské pokoje a pokoje členů dvora byly umístěny v druhém patře. V interiérech královských apartmánů se dodnes dochovaly renesanční portály a kazetové stropy.

### Barokní přestavba a postupné chátrání hradu
Roku 1595 vyhořela severní část zámku a byla následně za krále Zikmunda III. Vasy přestavěna v raně barokním stylu. Po přenesení královského dvora do Varšavy roku 1609 začal zámek pustnout. Během Švédské války byl Wawel vyrabován a roku 1702 švédští vojáci založili požár, kterému padla za oběť velká část renesančních sálů. Roku 1794 byl zámek obsazen okupačními vojsky. Pruští vojáci vyrabovali nejprve královský poklad, později rakouští vojáci přeměnili celý kopec na kasárna. Postupně bylo vícero budov přestavěno anebo strženo (jako kostely sv. Jiří a sv. Michaela - dnes jsou zde odhaleny základy obou kostelů). Rakušané přestavěli opevnění na moderní citadelu krakovské pevnosti.

### Rekonstrukce a současný stav
Roku 1905 dal císař František Josef I. svolení k vyklizení Wawelu armádou. Poté začaly rekonstrukční práce na hradě, přerušené jen během 2. světové války, kdy se Wawel stal centrem správy Generálního gouvernementu a rezidencí nacionálního socialisty Hanse Franka.

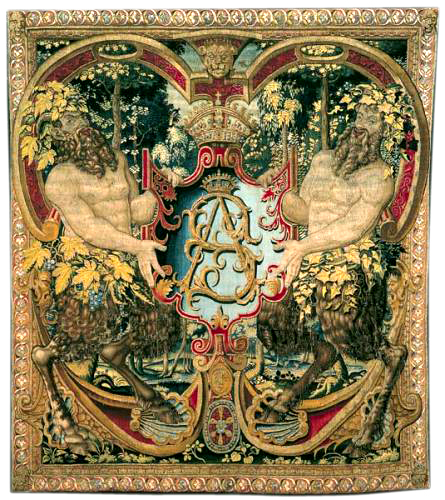
Královská tapiserie

## Popis

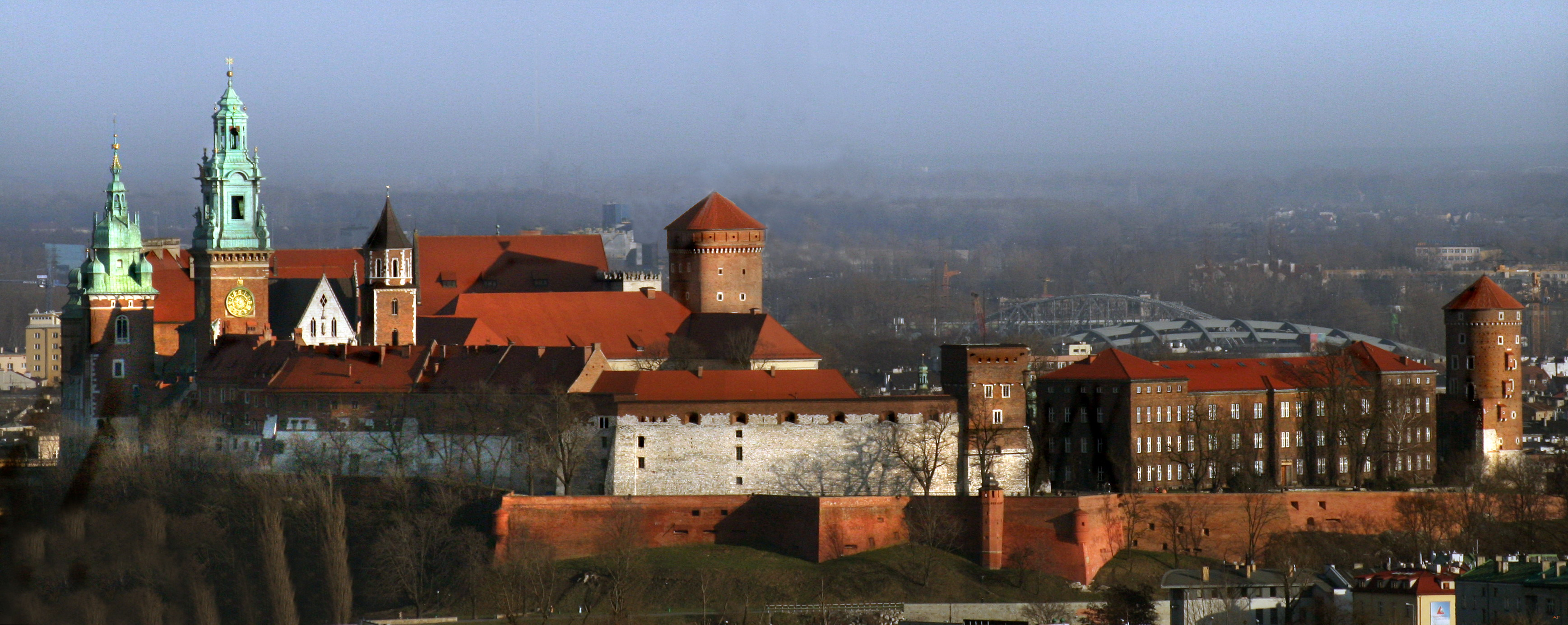
Celkový pohled na vrch Wawel

Současný zámek je dvoupatrová stavba ve stylu renesance a baroka s klasicistními prvky. Skládá se ze tří obytných křídel, jednoho paravánového křídla, vnitřního dvora a pěti obytných věží. Vnitřek obsahuje dvě reprezentativní schodiště a řadu dochovaných renesančních portálů. Vnitřní dvůr je obklopen třípodlažní sloupovou arkádou. V interiéru jsou vystaveny řady gobelínů ze 16. století, původně se sbírka skládala z 365 kusů. Plocha zámku přesahuje 7 000 metrů čtverečných a zámek má 71 výstavních sálů s pěti stálými expozicemi: reprezentativní královské komnaty, soukromé královské komnaty, korunovační pokladnice, zbrojnice a expozici umění orientu. Nejpozoruhodnějšími sály jsou Ptačí komnata, Orlí sál a Senátorský sál.